# Зігурд Еріх Фрегнер
Зігурд Еріх Фрегнер (народився 21 вересня 1941 року в Нюрнберзі) — німецький ботанік і протестантський священник.

## Життя і творчість
Фрегнер — син колісника з Рудних гір. Оскільки йому не дозволили вивчати біологію в НДР як члену Молодої громади, він здобув ступінь з теології у Лейпцигу. Він шість років працював богословським консультантом у Євангелічно-Лютеранській Регіональній церкві в Дрездені, а потім парафіяльним священником у Носсені з 1973 по 1999 рік. Живе в Дрездені.
Фрегнер є одним із провідних експертів у дослідженні роду Приворотень (Alchemilla).

## Обрані публікації
- New additions of the genus Alchemilla l. for the Flora Iranica, 2021 (veröffentlicht in Feddes Repertorium; wiley.com).
- Die Gattung Alchemilla im Französischen und Schweizer Jura. Fortsetzung 1: Alchemilla pseudodecumbens spec. nov., 2012 (Kochia 6: 29–62; mit Gerold Hügin, PDF).
- Drei neue Alchemilla-Arten (Rosaceae) aus den Alpen von Österreich, Schweiz und Italien. 2012 (Carinthia II — 202_122: 53–70, https://www.zobodat.at/pdf/CAR_202_122_0053-0070.pdf)
- Die Rolle von Lokalendemiten in der Gattung Alchemilla L. (.Rosaceae) in Mitteleuropa. 2002 (Berichte der Bayerischen Botanischen Gesellschaft zur Erforschung der Flora — 72: 133—147, https://www.zobodat.at/pdf/Berichte-Bayerischen-Bot-Ges-Erforschung-Flora_72_0133-0147.pdf).
- Alchemilla austriaca, spec. nova, (Rosaceae) — eine neue Art aus den Ostalpen, 1978 (Enthalten in: Österreichisches botanisches Wochenblatt, Bd. 130, Nr. 1–2), doi:10.1007/BF00983077.
- Die Frauenmantelarten Schleswig-Holsteins., 1965 (Erschienen in Die Heimat: Zeitschrift für Natur- und Landeskunde von Schleswig-Holstein und Hamburg, 72.1965, deutsche-digitale-bibliothek.de).